# فرزندان تلماسه فرانک هربرت
فرزندان تلماسه فرانک هربرت (انگلیسی: Frank Herbert's Children of Dune) یک مینی‌سریال سه قسمتی علمی-تخیلی به کارگردانی گرگ یاتانیس است که در سال ۲۰۰۳ منتشر شد. این مین‌سریال دنبالهٔ مجموعه تلویزیونی تلماسه فرانک هربرت (۲۰۰۰) است. اینسرایل در سال ۲۰۰۳ برندهٔ جایزهٔ امی ساعات پربیننده برای «جلوه‌های بصری ویژه برجسته برای مینی‌سریال، فیلم یا ویژه‌برنامه» شد و نامزد دریافت جایزه امی ساعات پربیننده برای بهترین تدوین صدا برای یک مینی‌سریال یا مجموعه آنتولوژی، فیلم یا ویژه‌برنامه هم بود. موسیقی متن سریال که ساختهٔ برایان تایلر است، ۳۶ تراک دارد یکی از بهترین آثار تلویزیونی برایان تایلر به‌حساب می‌آید.

## گزیدهٔ بازیگران
- الک نیومن در نقش پل اتریدیز
- جولی کاکس
- ادوارد آترتون
- ایان مک‌نیس
- باربورا کودتووا در نقش چانی
- استیون برکوف
- دنیلا آماویا
- آلیس کریج
- سوزان ساراندون
- جیمز مک‌آووی
- کلارا ایسووا
- زوزانا گایسلرووا
- کارل دوبری